# Richard Gedlich
Ernst Heinrich Richard Gedlich (* 17. Februar 1900 in Trachau; † 5. Januar 1971 in Dresden) war ein deutscher Fußballspieler.

## Karriere

### Vereine
Gedlich gehörte dem Dresdner SC an, für den er von 1917 bis 1930 in den vom Verband Mitteldeutscher Ballspiel-Vereine ausgetragenen Meisterschaften im Gau Ostsachsen, ab der Saison 1920/21 im Kreis Ostsachsen, ab der Saison 1923/24 erneut im Gau Ostsachsen Punktspiele bestritt. Während seiner Vereinszugehörigkeit gewann er mit seiner Mannschaft fünfmal in Folge die Meisterschaft im Gau Ostsachsen und dreimal die Mitteldeutsche Meisterschaft. Aufgrund der Erfolge nahm er mit der Mannschaft auch an den jeweiligen Endrunden um die Deutsche Meisterschaft teil und kam am 16. Mai 1926, bei der 0:1-Niederlage gegen den Breslauer SC 08, am 8. Juli 1928 bei der 0:1-Niederlage n. V. gegen den FC Wacker München, am 16. Juni 1929 bei der 0:3-Niederlage gegen den FC Bayern München jeweils im Achtelfinale und am 15. Juni 1930 bei der 0:2-Niederlage gegen Holstein Kiel im Halbfinale zum Einsatz.
Von 1930 bis 1933 stürmte er für den SV Brandenburg 01 Dresden und von 1933 bis 1935 – fusionsbedingt – für die Sportfreunde 01 Dresden.

### Nationalmannschaft
Gedlich bestritt zwei Länderspiele für die A-Nationalmannschaft, für die er am 18. April 1926 in Düsseldorf beim 4:2-Sieg über die Nationalmannschaft der Niederlande debütierte. Sein letztes Spiel als Nationalspieler bestritt er am 2. Oktober 1927 in Kopenhagen bei der 1:3-Niederlage gegen die Nationalmannschaft Dänemarks.

## Erfolge
- Mitteldeutscher Meister 1926, 1929, 1930
- Ostsächsischer Meister 1926, 1927, 1928, 1929, 1930